# Voinești (okręg Vaslui)
Voinești – wieś w Rumunii, w okręgu Vaslui, w gminie Voinești. W 2011 roku liczyła 422 mieszkańców.